# 庵原政盛
庵原 政盛（いはら まさもり）は、室町時代から戦国時代にかけての武士。今川氏の家臣。通称は左衛門尉。駿河国庵原城主。太原雪斎の父。

## 系譜
- 父：不詳
- 母：不詳
- 正室：興津正信の娘
- 生母不明の子女
  - 女子：太年尼
  - 男子：太原雪斎[1]